# Bo Ribbing (1560–1640)
Bo Svensson Ribbing, född 21 oktober 1560 död 1640, var ett svenskt riksråd, lagman och ståthållare. Han var son till Sven Knutsson Ribbing och Anna Bengtsdotter Gylta. 

## Biografi
Bo Ribbing trädde 1584 i hovtjänst hos Johan III. 1590 utsågs han till häradshövding i Vadsbo härad och kallades 1592 till hertig Karls furstliga råd. Han utsågs 1592 till lagman i Värmland och 1599 till ståthållare i det nyss erövrade Kalmar med dess län. I den av ständerna 1600 undertecknade domen Linköping deltog även Bo Ribbing. 1602 utnämndes han jämte fem andra till hovråd och blev även kansliråd. 1605 sändes han som kommissarie vid fredsverket med Ryssland, varjämte han samma år till riksråd. 1606 blev han ståthållare i Värmland och hövitsman på Örebro slott och innehade han denna befattning under en följd av år. Vid gränsmötet 1608 med danskarna i Wismar var han ett av de svenska sändebuden. 1616 tog han över ansvaret för 13 åriga Lennart Torstenson vars föräldrar var i landsflykt. Han tillsattes 1612 som ståthållare över Värmland och Dal, med Vadsbo och Valla härader i Västergötland, samt utnämndes 1624 till landshövding i Värmland. Bo Ribbing, namngav Ribbingsfors herrgård i Amnehärads socken efter honom, som ägde den under början av 1600-talet.